# Mussey
Mussey is een plaats en voormalige gemeente in het Franse departement Meuse in de regio Grand Est.

## Geschiedenis
Op 1 januari 1973 fuseerde Mussey met Bussy-la-Côte en Varney tot de gemeente Val-d'Ornain.

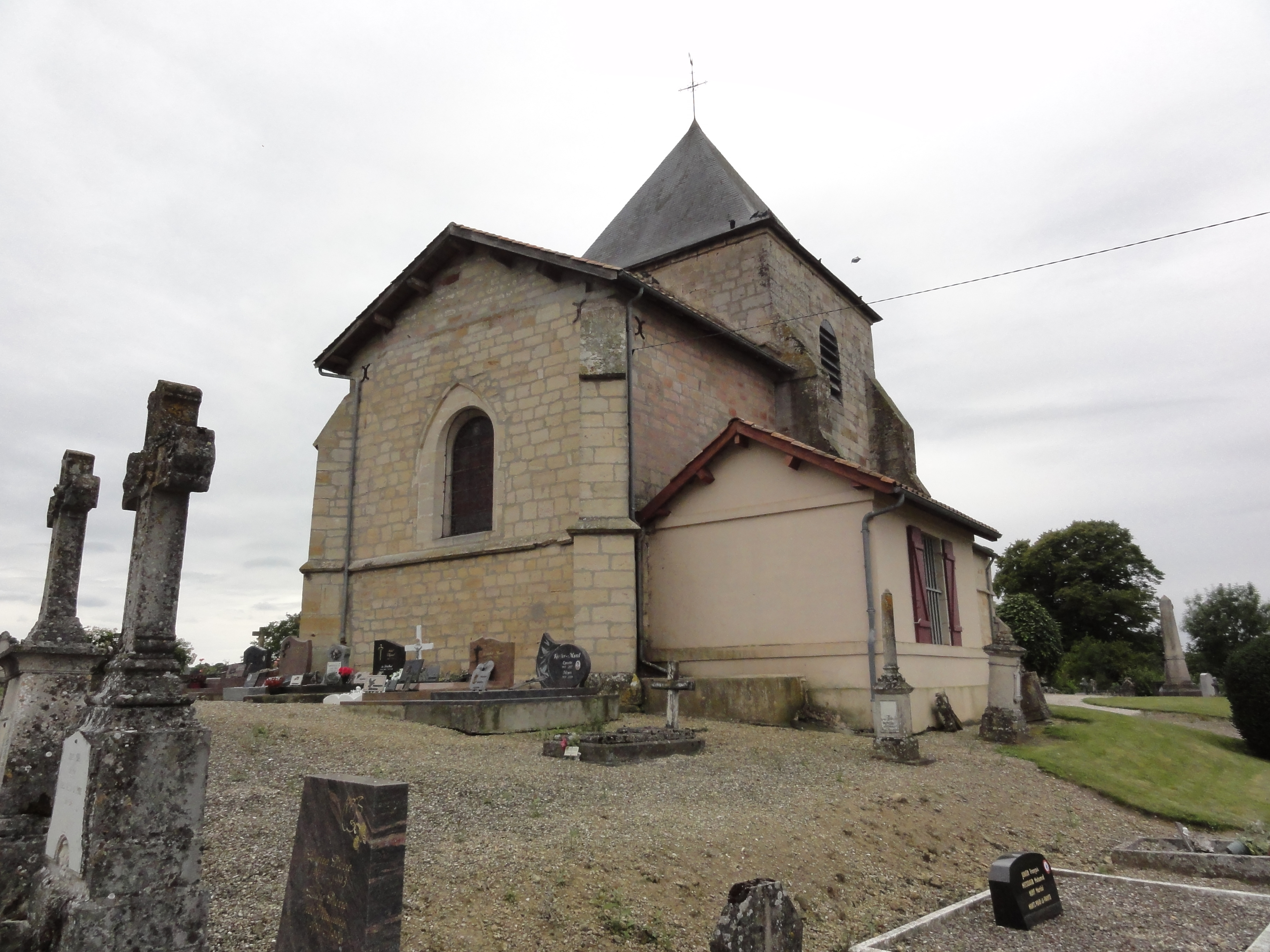
De kerk van Mussey

Bussy-la-Côte · Mussey · Varney